# Running to Stand Still
Running to Stand Still is een nummer van de Ierse band U2. Het nummer verscheen als de vijfde track op hun vijfde studioalbum The Joshua Tree uit 1987.

## Achtergrond

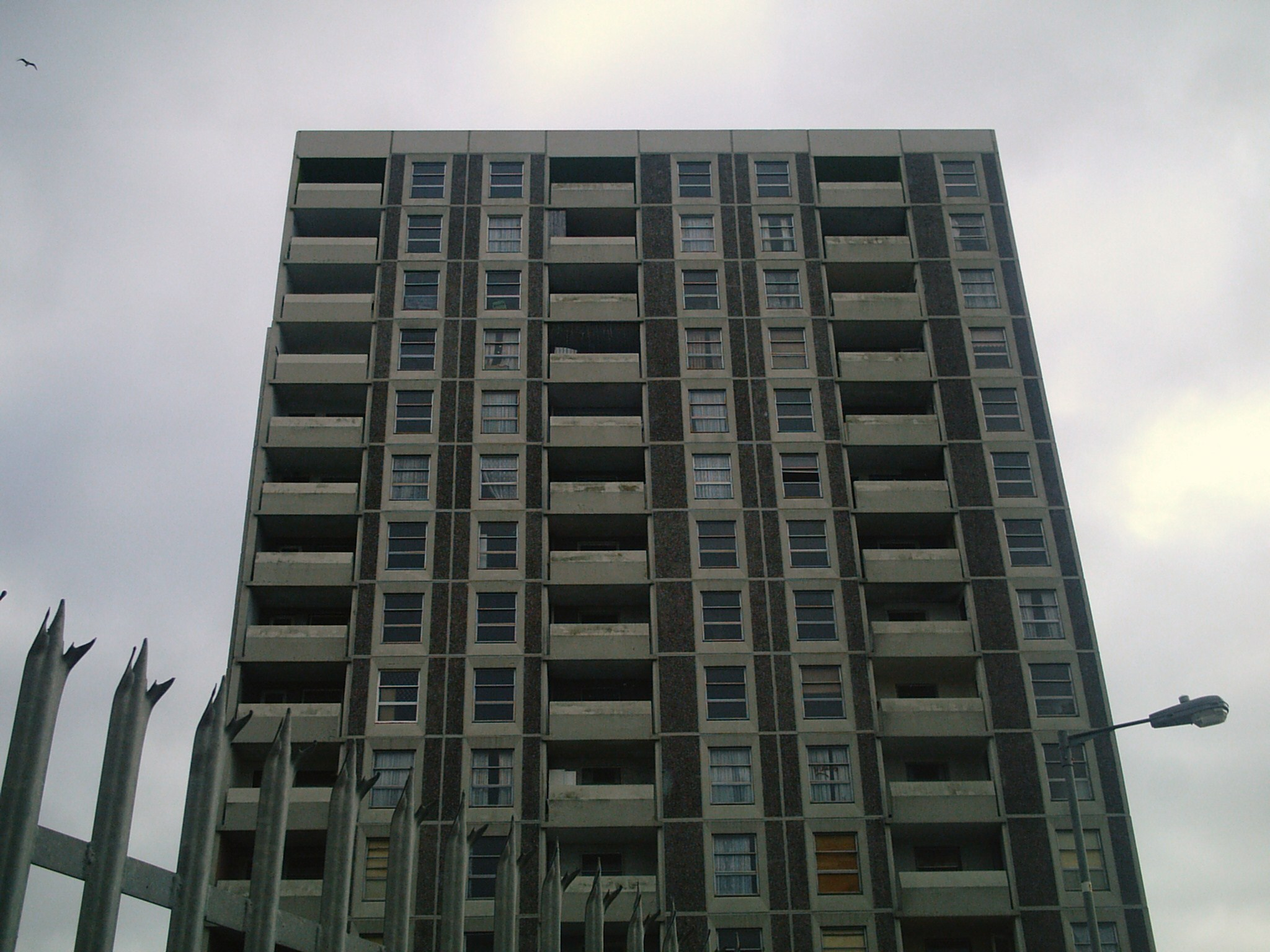
Een van de zeven torens van de Ballymun Flats

Running to Stand Still, waarvan de tekst is geschreven door zanger Bono en de muziek door de gehele band, gaat over een aan heroïne verslaafd koppel woonachtig in de Ballymun Flats in Dublin. In de jaren 1980 van de twintigste eeuw was heroïneverslaving een groot probleem in de stad; de nummers Bad en Wire van het voorgaande album The Unforgettable Fire waren ook door dit onderwerp geïnspireerd. De regel I see seven towers, but I only see one way out verwijst naar deze flats, een groep van zeven torens, waar Bono in de buurt opgroeide. De torens stonden ten tijde van het uitbrengen van het nummer bekend om het hoge aantal mensen dat zelfmoord pleegde door van het dak van een van de torens te springen.
Bono kreeg de inspiratie voor de titel van Running to Stand Still van zijn broer, die de zin It's like running to stand still uitsprak nadat Bono aan hem vroeg hoe het ging met zijn bedrijf. Bono had deze uitspraak nog nooit gehoord en vond dat het goed uitlegde wat heroïneverslaving met het lichaam van een persoon kan doen. Hij had een verhaal gehoord over een echt bestaand koppel die woonden in de Ballymun Flats, die geen geld hadden en heroïne moesten smokkelen om aan geld te komen. Bono wilde uitdrukken hoe deze slechte situatie hun leven beïnvloedde. Tevens verkreeg hij inspiratie voor het nummer uit een monoloog uit de film Paris, Texas uit 1984. Voor de muziek in het nummer haalde gitarist The Edge inspiratie uit de nummers Walk on the Wild Side van Lou Reed en Candle in the Wind van Elton John. Na het overlijden van Reed in 2013 benadrukte Bono dat het nummer een duidelijk voorbeeld is van de invloed die Reed en zijn vroegere band The Velvet Underground hadden op U2.
De meeste nummers op The Joshua Tree lieten de interesse van de band zien in de Amerikaanse cultuur, politiek en muziekstijlen. Hoewel de tekst van Running to Stand Still was gebaseerd op Ierland, werd de muziek gebaseerd op de Amerikaanse countryblues. Het nummer is vooral gekenmerkt door het gebruik van de piano en de gitaar. In de tekst wordt naar de verslaving van de vrouw verwezen met de regels She runs through the street, with her eyes painted red en She will suffer the needle chill. Bono beschrijft zijn hulpeloosheid en frustratie met You've got to cry without weeping, talk without speaking, scream without raising your voice. De titel van het nummer komt pas voor in de laatste tekstregel.

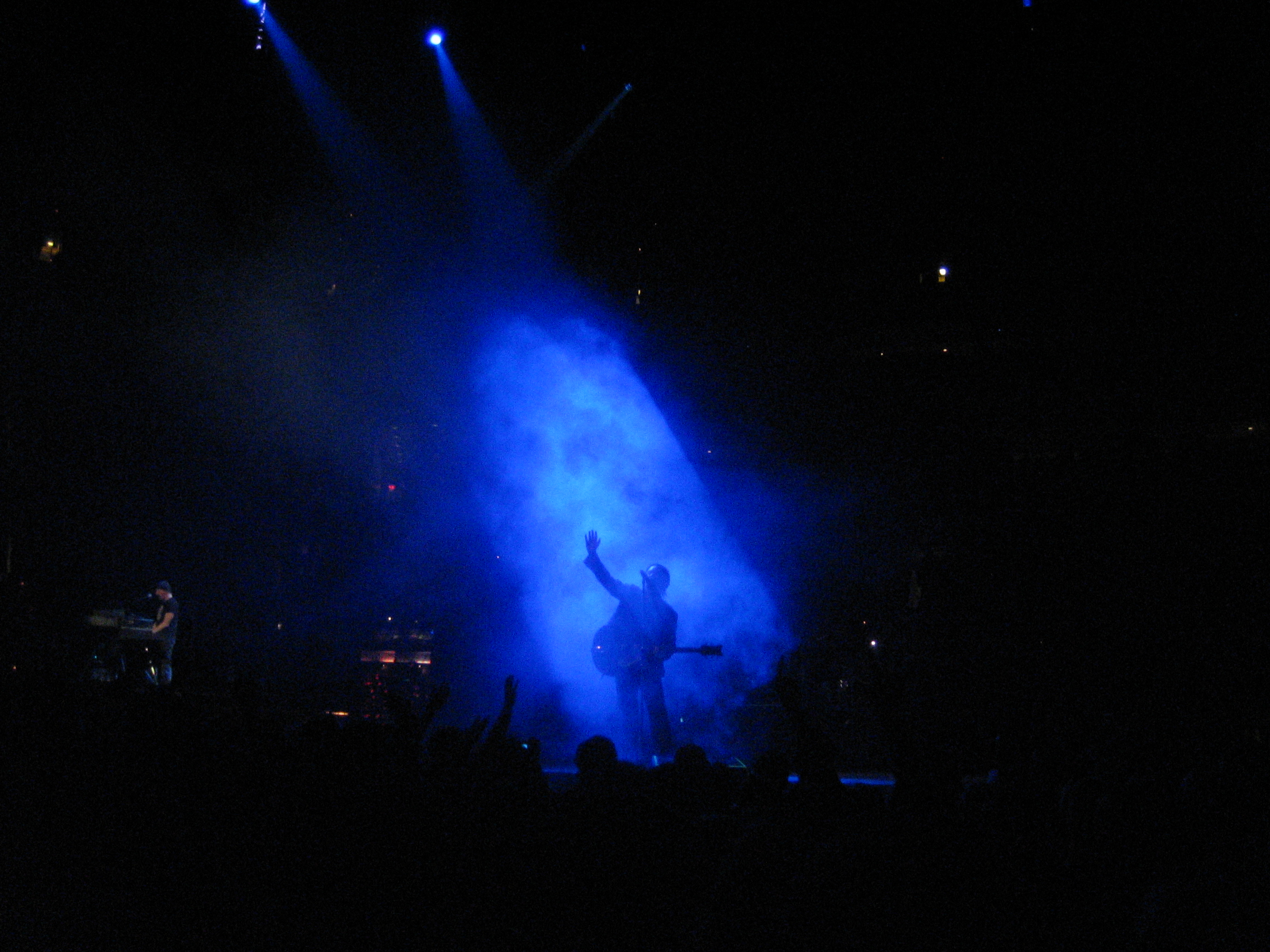
Running to Stand Still tijdens een optreden van U2 in 2005

Running to Stand Still is tijdens live-optredens bijna altijd direct na Bullet the Blue Sky gespeeld; de twee nummers volgen elkaar ook op in de tracklijst van The Joshua Tree. Het nummer werd voor het eerst gespeeld tijdens de tournee ter promotie van The Joshua Tree. Een optreden werd gefilmd voor het album Rattle and Hum, maar werd uiteindelijk niet gebruikt. Sindsdien is het nummer regelmatig gespeeld tijdens concerten van de band in verschillende arrangementen. Verschillende versies van het nummer verschenen op de livealbums Zoo TV: Live from Sydney uit 1994 en Live from Paris uit 2008.
Tot de sloop halverwege de jaren 2000 werden de Ballymun Flats vaak geassocieerd met Running to Stand Still. Het nummer zelf is enkele malen gecoverd; de Nederlandse band Kane zette het op hun album With or Without You met enkel U2-covers, zanger Mickey Harte coverde het voor het liefdadigheidsalbum Even Better Than the Real Thing Vol. 3 met enkel U2-covers door verschillende artiesten en de band Elbow coverde het voor het liefdadigheidsalbum War Child Presents Heroes en bracht het uit als single, die niet verder kwam dan de 121e plaats in het Verenigd Koninkrijk.

## NPO Radio 2 Top 2000
| Nummer met noteringen in de NPO Radio 2 Top 2000 | '18  | '19 | '20  | '21  | '22  | '23  | '24 |
| ------------------------------------------------ | ---- | --- | ---- | ---- | ---- | ---- | --- |
| Running to Stand Still                           | 1028 | 936 | 1002 | 1152 | 1147 | 1207 | 856 |

1. ↑  Een vetgedrukt getal geeft de hoogste notering aan.
2. ↑  2018 was het eerste jaar met een notering voor dit nummer.